# St. Joseph (Braunschweig)

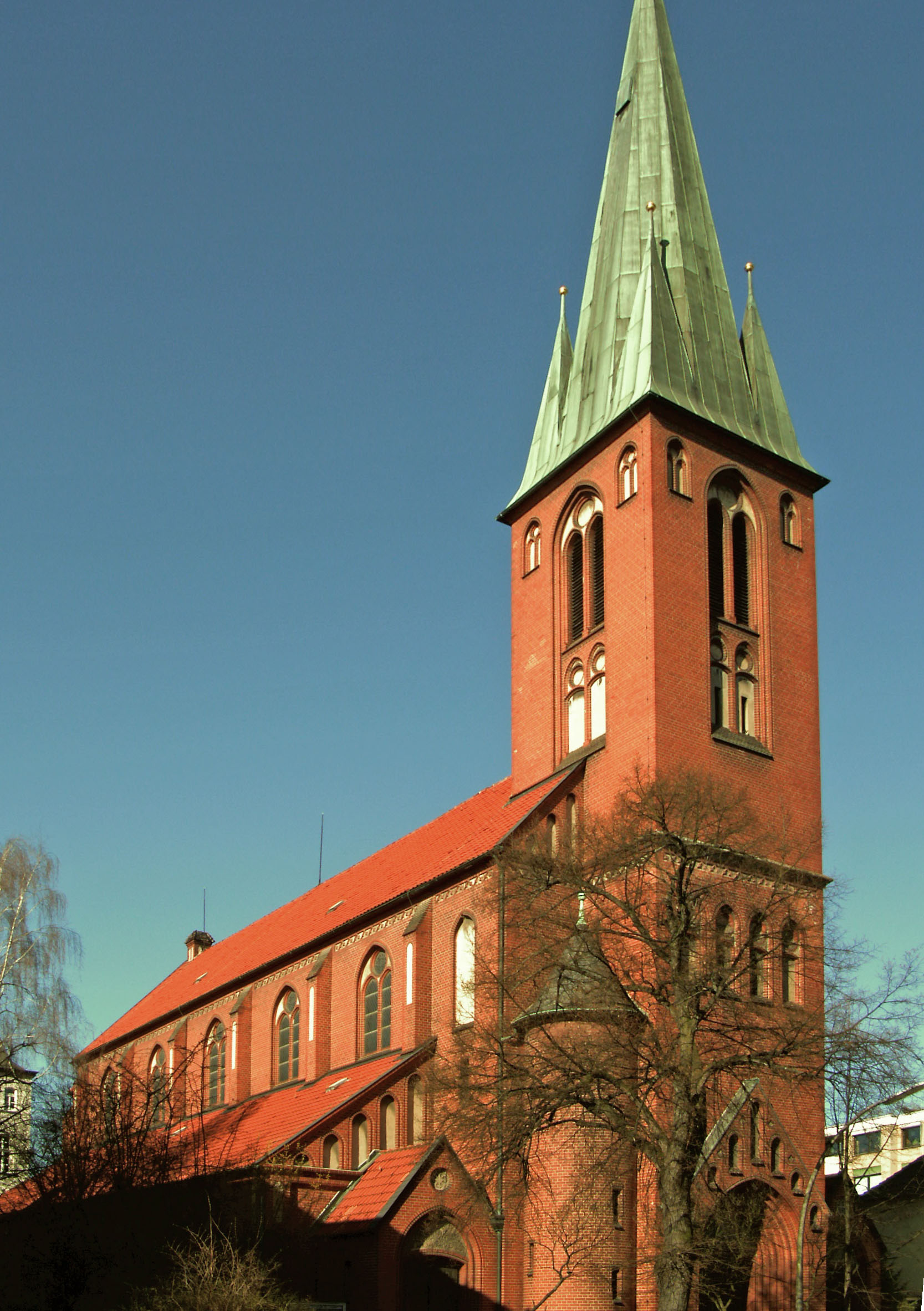
St. Joseph

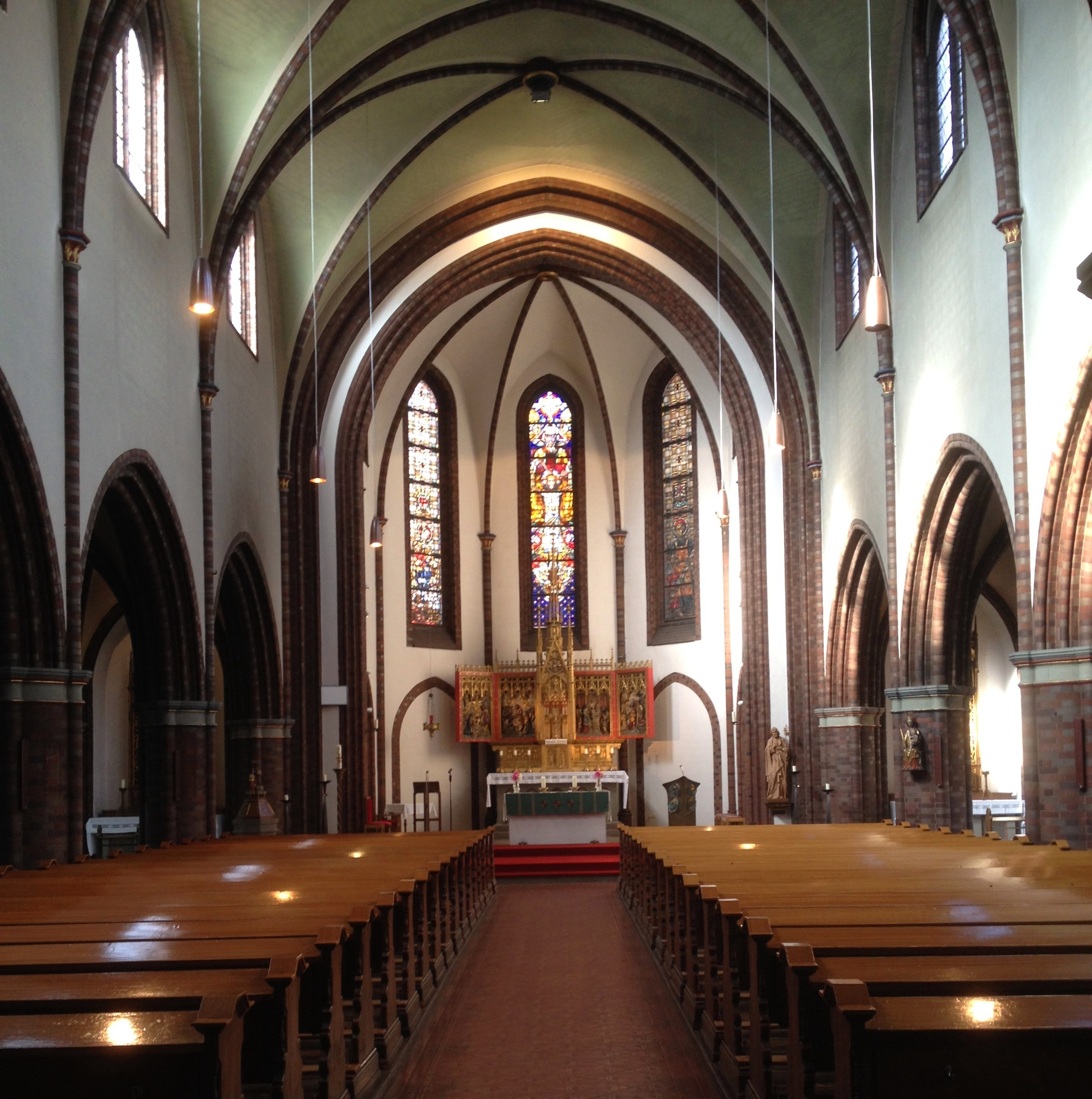
Innenraum

Die Kirche Sankt Joseph ist eine römisch-katholische Kirche in Braunschweig, sie befindet sich im Westlichen Ringgebiet (Goslarsche Straße 6). Die Kirche gehört zur Pfarrgemeinde St. Aegidien im Dekanat Braunschweig des Bistums Hildesheim. Die nach dem heiligen Josef von Nazaret benannte Kirche ist heute nach St. Aegidien und St. Laurentius die drittälteste katholische Kirche in Braunschweig.

## Geschichte
Da sich im 19. Jahrhundert die Anzahl der Katholiken in Braunschweig, besonders im Westen der Stadt, erheblich vergrößert hatte, wurden seitens der katholischen Kirche Grundstücke am Madamenweg und an der Goslarschen Straße angekauft. Im Madamenweg 164 wurde im Saal der ehemaligen Gaststätte „Schweizer Halle“, nahe der heutigen Kirche, eine katholische Notkirche eingerichtet. Am 24. oder 27. November 1894 erfolgte ihre Benediktion durch Dechant Karl Grube. Sie war damals die zweite nachreformatorische katholische Kirche in Braunschweig und gehörte als Filialkirche zur St.-Nicolai-Kirche. Seit 1898 wurden in St. Joseph katholische Kirchenbücher geführt.
Etwa sieben Jahre nach ihrer Inbetriebnahme war die Notkirche bereits so baufällig, dass sie geschlossen werden musste. Im Oktober 1902 erfolgte die Grundsteinlegung der heutigen Kirche, und am 20. Dezember 1903 folgte ihre Einweihung. Um 1910 wurde die ehemalige Notkirche abgerissen und durch ein Restaurations- und Wohngebäude ersetzt. Am 5. August 1944 und am 11. Oktober 1944 wurde die Kirche durch Bombenangriffe stark beschädigt. 1956 wurde der Seelsorgebezirk (Vikarie) der Kirche St. Joseph zur Kirchengemeinde erhoben, am 1. April 1960 zur Pfarrei.
Seit dem 1. November 2006 gehört die Kirche zur Pfarrgemeinde St. Aegidien, die Pfarrei St. Joseph wurde zu diesem Zeitpunkt aufgelöst.

## Architektur und Ausstattung
Die in rund 76 Meter Höhe über dem Meeresspiegel gelegene Kirche wurde als neugotische dreischiffige Basilika aus Ziegelstein nach Plänen von Richard Herzig erbaut.

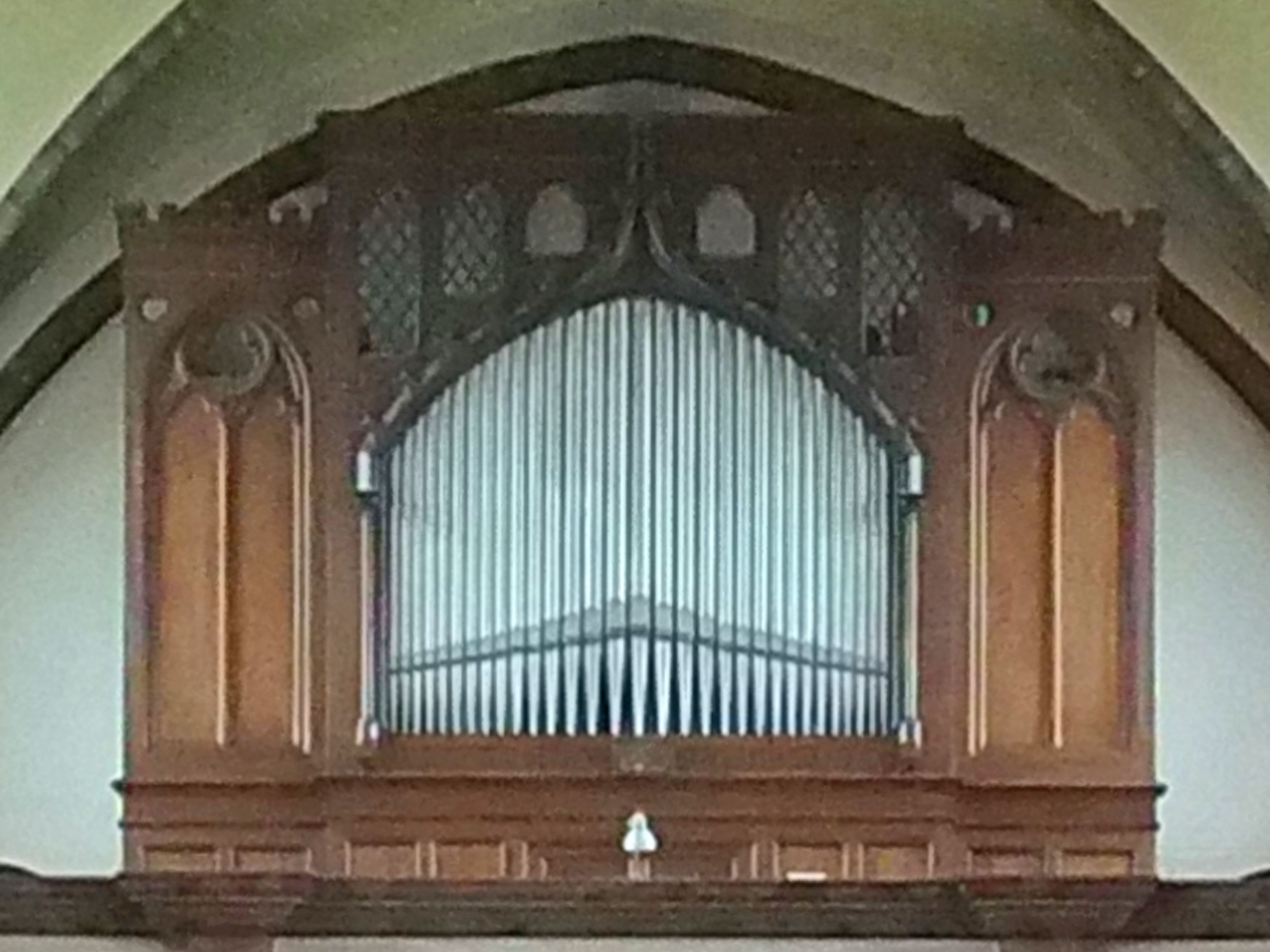
Orgel

Das Kirchengestühl bietet rund 300 Sitzplätze. Das Altarretabel zeigt vier Szenen aus dem Leben Jesu: seine Geburt, seine Anbetung durch die Hirten, seine Darstellung im Tempel und seine Taufe durch Johannes den Täufer. Die drei Buntglasfenster im Chorraum stellen Maria (Mutter Jesu), die Dreifaltigkeit und Josef von Nazaret als Zimmermann mit dem Jesusknaben dar. Oberhalb Marias sind ihre Sieben Schmerzen durch sieben Dolche, die in ihr Herz stechen, symbolisch dargestellt. Die kleinen Statuetten auf dem Deckel des Taufbeckens zeigen Johannes den Täufer bei der Taufe Jesu. Zur weiteren Innenausstattung der Kirche gehören Statuen der Heiligen Antonius von Padua, Josef von Nazaret und Maria; ferner ein Beichtstuhl an der Südwand. Unter der Orgelempore befinden sich in zwei Kapellen Gedenktafeln für die Gefallenen der beiden Weltkriege sowie eine Kopie des Gnadenbildes Unserer Lieben Frau von der immerwährenden Hilfe. 
Die Orgel wurde 1903 durch das Unternehmen Furtwängler & Hammer erbaut, 1969 und 1976 erfolgten Umbauten. Das Instrument hat 24 Register auf zwei Manualwerken und Pedal. 2015/16 wurde es durch den Braunschweiger Orgelbauer Florian Fay restauriert und am 13. November 2016 durch Propst Reinhard Heine offiziell wieder eingeweiht.

## Weitere katholische Einrichtungen im Einzugsgebiet von St. Joseph
Neben der Kirche befindet sich eine gleichnamige Kindertagesstätte, in der Pfingststraße 1A die Kindertagesstätte St. Kjeld. Beide Kindertagesstätten befinden sich in Trägerschaft des Caritasverbandes Braunschweig.